# دنیس دیک‌مایر
دنیس دیک‌مایر (انگلیسی: Dennis Diekmeier؛ زادهٔ ۲۰ اکتبر ۱۹۸۹) یک بازیکن فوتبال اهل آلمان است.
از باشگاه‌هایی که در آن بازی کرده‌است می‌توان به هامبورگ، تیم ملی فوتبال زیر ۲۱ سال آلمان، باشگاه فوتبال نورنبرگ و وردر برمن اشاره کرد.